# Чемерзин, Алексей Яковлевич
Алексей Яковлевич Чемерзин (1825—1902) — генерал от инфантерии, комендант Киева, командир 16-го армейского корпуса, член Военного совета Российской империи.

## Биография
Сын чиновника 6-го класса Якова Алексеевича Чемерзина, родился 29 января (10 февраля) 1825 года. Его братья: Александр (1830—1916) — инженер-генерал,  Авенир — полковник лейб-гвардии Сапёрного батальона, Виктор — генерал-майор, Яков (?—1887) — отставной генерал-майор.
Образование получил в Павловском кадетском корпусе, из которого был выпущен 8 августа 1842 года прапорщиком в конно-артиллерийскую № 14 батарею. В 1846 году окончил курс Императорской военной академии; 1 января 1848 года переведён в Генеральный штаб подпоручиком и 11 апреля того же года произведён в поручики.
Во время Венгерского похода 1849 года находился в отряде командира 5-го пехотного корпуса генерал-адъютанта Лидерса и участвовал в сражениях с венграми при Германштадте и Мюленбахе, при занятии местечка Дивы и при последней сдаче венгерцами австрийскому правительству оружия. «За отличное мужество, храбрость и неустрашимость» получил орден св. Анны 3-й степени с мечами и бантом и Высочайшее благоволение.
28 сентября 1850 года произведён в штабс-капитаны и командирован в Яссы для составления военно-статистического обозрения княжеств Молдавии и Валахии; 24 августа 1852 года назначен старшим адъютантом 5-го пехотного корпуса по части Генерального штаба.
С открытием Крымской войны, выступил в поход в составе корпуса генерала Лидерса, перешёл Прут при Рени, вступил в Придунайския княжества и по переходе на правый берег Дуная у Галаца участвовал в рекогносцировке Силистрии, в осаде этой крепости и отбитии неприятельских вылазок; за боевые отличия 14 июня 1854 года получил чин капитана. По возвращении в пределы России с 1 июля 1855 года до конца кампании состоял в должности старшего адъютанта при штабе генерал-квартирмейстера Южной армии.
1 января 1857 года произведён в подполковники, с назначением начальником штаба 6-й кавалерийской дивизии, 30 апреля 1860 года был произведён в полковники. С 10 января 1863 года занимал должность начальника штаба 11-й пехотной дивизии.
При усмирении Польского восстания в 1863 году находился в составе войск западных губерний Киевского военного округа в должности начальника штаба Кременчугского отряда, а по упразднении этого штаба 27 октября 1864 года назначен командиром 14-го пехотного Олонецкого полка.
1 октября 1869 года за отличие по службе, произведён в генерал-майоры, с назначением помощником начальника штаба Казанского военного округа; 9 июля 1875 года назначен начальником этого штаба; 30 августа 1879 года произведён в генерал-лейтенанты.
16 августа 1880 года состоялось назначение Чемерзина начальником 33-й пехотной дивизии, которой командовал до 1887 года и в течение этого времени несколько раз исправлял должность командира 2-го армейского корпуса. 25 февраля 1887 года назначен Киевским комендантом. 22 января 1890 года получил должность командира 16-го армейского корпуса, а 12 февраля следующего года стал помощником командующего войсками Виленского военного округа, причём неоднократно командовал войсками округа, и 30 августа 1893 года произведен в генералы от инфантерии.
11 марта 1895 года Чемерзин был назначен членом Военного совета, в каковой должности и состоял до конца своей жизни. Скончался 24 августа (6 сентября) 1902 года в Санкт-Петербурге, похоронен на кладбище Воскресенского Новодевичьего монастыря.

## Награды
- Орден Святой Анны 3-й степени с мечами и бантом (1849 год)
- Орден Святого Владимира 4-й степени (1852 год)
- Орден Святого Станислава 2-й степени (1856 год, императорская корона к этому ордену пожалована в 1860 году)
- Орден Святой Анны 2-й степени с мечами (1864 год, императорская корона к этому ордену пожалована в 1866 году)
- Орден Святого Владимира 3-й степени (1872 год)
- Орден Святого Станислава 1-й степени (1873 год)
- Орден Святой Анны 1-й степени (1876 год)
- Орден Святого Владимира 2-й степени (1882 год)
- Орден Белого орла (1889 год)
- Орден Святого Александра Невского (30 августа 1892 года, алмазные знаки к этому ордену пожалованы 14 мая 1896 года)
- Орден Святого Владимира 1-й степени (6 декабря 1901 года)